# Audi R8 (protótipo de corrida)

O Audi R8 (denominado Audi R8 LMP em algumas competições) foi um carro de corrida do tipo esporte-protótipo construído pela montadora Audi para competir pela extinta categoria de carros LMP900 (atual categoria LMP) para os principais campeonatos de corridas de resistência no ano 2000. Tendo competido dos anos de 2000-2005 obtiveram vitórias nas 24 Horas de Le Mans de 2000-2002, com equipe de fábrica e 2004-2005 com equipes privadas  .  
Equipado com motor a gasolina, o R8 foi substituído em 2006 pelo sucessor com motor a diesel, Audi R10 TDI . A necessidade, entretanto, de desenvolver ainda mais o modelo R10 obrigou a montadora alemã que permitisse ao R8 entrar em mais algumas corridas de campeonato que antecederam as 24 Horas de Le Mans de 2006. O veículo foi lançado como sucessor dos carros de campanha da montadora alemã, Audi R8R e Audi R8C das competições carros de endurance no ano anterior em 1999. Entre dois caminhos distintos a Audi a optou pela escolha das especificações da categoria LMP900, a versão antecessora da LMP em seus tempos primordiais. Também obteve vitórias em ALMS (American Le Mans Series) , uma das principais categorias na época em competições de endurance antes da introdução do campeonato de FIA WEC em 2012.  
O ex-piloto de Fórmula 1 Michelle Alboreto acidentou-se com esse modelo em 2001, vindo a falecer durante testes pré-temporada no circuito de Lausitzring.

## Pilotos e equipes com Audi R8: resultados em24 Horas de Le Mans
| Ano  | Equipe                         | N° | Pilotos                                            | Voltas | Posição geral |
| ---- | ------------------------------ | -- | -------------------------------------------------- | ------ | ------------- |
| 2000 | Audi Sport Team Joest          | 7  | Christian Abt Michele Alboreto Rinaldo Capello     | 367    | 3°            |
| 2000 | Audi Sport Team Joest          | 8  | Frank Biela Tom Kristensen Emanuele Pirro          | 369    | 1º            |
| 2000 | Audi Sport Team Joest          | 9  | Laurent Aïello Allan McNish Stéphane Ortelli       | 368    | 2°            |
| 2001 | Audi Sport Team Joest          | 1  | Frank Biela Tom Kristensen Emanuele Pirro          | 321    | 1º            |
| 2001 | Audi Sport North America       | 2  | Laurent Aïello Rinaldo Capello Christian Pescatori | 320    | 2°            |
| 2001 | Champion Racing                | 3  | Johnny Herbert Didier Theys Ralf Kelleners         | 81     | Ret           |
| 2001 | Johansson Motorsport           | 4  | Stefan Johansson Tom Coronel Patrick Lemarié       | 35     | Ret           |
| 2002 | Audi Sport Team Joest          | 1  | Frank Biela Tom Kristensen Emanuele Pirro          | 375    | 1°            |
| 2002 | Audi Sport North America       | 2  | Johnny Herbert Rinaldo Capello Christian Pescatori | 374    | 2°            |
| 2002 | Audi Sport Team Joest          | 3  | Marco Werner Michael Krumm Philipp Peter           | 372    | 3°            |
| 2002 | Audi Sport Japan Team Goh      | 5  | Hiroki Katoh Yannick Dalmas Seiji Ara              | 358    | 7°            |
| 2003 | Audi Sport Japan Team Goh      | 5  | Seiji Ara Jan Magnussen Marco Werner               | 370    | 4°            |
| 2003 | Champion Racing                | 6  | JJ Lehto Emanuele Pirro Stefan Johansson           | 372    | 3°            |
| 2003 | Audi Sport UK Arena Motorsport | 10 | Frank Biela Perry McCarthy Mika Salo               | 28     | Ret           |
| 2004 | ADT Champion Racing            | 2  | JJ Lehto Marco Werner Emanuele Pirro               | 368    | 3°            |
| 2004 | Audi Sport Japan Team Goh      | 5  | Seiji Ara Rinaldo Capello Tom Kristensen           | 379    | 1°            |
| 2004 | Audi Sport UK Team Veloqx      | 8  | Allan McNish Frank Biela Pierre Kaffer             | 350    | 5°            |
| 2004 | Audi Sport UK Team Veloqx      | 88 | Jamie Davies Johnny Herbert Guy Smith              | 379    | 2°            |
| 2005 | ADT Champion Racing            | 2  | Frank Biela Allan McNish Emanuele Pirro            | 364    | 3°            |
| 2005 | ADT Champion Racing            | 3  | JJ Lehto Tom Kristensen Marco Werner               | 370    | 1°            |
| 2005 | Audi PlayStation Team Oreca    | 4  | Franck Montagny Jean-Marc Gounon Stéphane Ortelli  | 362    | 4°            |